# جی. لیستر هیل
جوزف لیستر هیل (به انگلیسی: Joseph Lister Hill) سناتور سابق عضو حزب دموکرات ایالات متحده آمریکا بود. وی در سال ۱۹۳۸ تا ۱۹۶۹ میلادی سناتور ایالت آلاباما در سنای ایالات متحده آمریکا بود.